# 麥建成
麥建成（英語：Clayton MacKenzie），前香港浸會大學常務副校長，亦曾任該校署理校長，以短暫接替任期完結的錢大康教授。麥建成教授在津巴布韋的羅德西亞大學取得英文學士，其後在英國倫敦大學取得法律碩士，並在蘇格蘭格拉斯哥大學獲教育碩士和博士。他曾擔任南澳洲大學傳播、國際研究和語文學院院長。他在1980年代在英國坎特伯雷基督教會大學以及倫敦聖瑪麗大學學院開展高等教育事業。